# Carretera Estatal de Idaho 41
Previsualizar
Previsualizando ¡Recuerda que esto es sólo una previsualización y no ha sido guardada todavía!
La Carretera Estatal de Idaho 41, y abreviada SH 41 (en inglés: Idaho State Highway 41) es una carretera estatal estadounidense ubicada en el estado de Idaho. La carretera inicia en el sur desde la  I 90     en Post Falls hacia el norte en la  US 2     en Oldtown. La carretera tiene una longitud de 62,9 km (39.058 mi).

## Mantenimiento
Al igual que las autopistas interestatales, y las rutas federales y el resto de carreteras estatales, la Carretera Estatal de Idaho 41 es administrada y mantenida por el Departamento de Transporte de Idaho por sus siglas en inglés ITD.

## Cruces
La Carretera Estatal de Idaho 41 es atravesada principalmente por la  SH 53     en Rathdrum.